# Giardinetto
Giardinetto malá samostatná část zahrady nebo předzahrádka osázená kvetoucími rostlinami. Je to prvek zahradní architektury používaný v sadovnické tvorbě. Giardinetto je obvyklé u renesančních zámků a parků. Původně používáno v italských renesančních zahradách, poté se úprava postupně rozšířila do zbytku Evropy. Giardinetto také bylo používáno v barokní zahradě jako název pro oddíl (část oddělenou od ostatních pravidelně vedenými pěšinami a často plůtkem ze zimostrázu). Některé menší části velkých zahrad a parků, i v zemích jako je ČR, jsou někdy - celkem bez vztahu k významu slova v zahradní architektuře - nazývána giardinetto. Tyto části bývají často nějak zajímavější nebo více zdobené.
Název pochází z italštiny "giardino" znamená zahrada, "giardinetto" je zdrobnělina - zahrádečka. 